# Carmine Galante
Carmine Galante (italiană: [ˈkarmine ɡaˈlante]; n. 21 februarie 1910, New York City, New York, SUA – d. 12 iulie 1979, New York City, New York, SUA) a fost un gangster american. Galante era rar văzut fără trabuc, motiv pentru care și-a câștigat porecla „Țigara” și „Lilo” (un termen sicilian pentru țigară). Galante a fost întreaga viață implicat în crima organizată și a devenit șef interimar (neoficial) al familiei Bonanno. Acesta a fost asasinat în 1979 în timp ce lua masa într-un restaurant.

## Biografie
Camillo Carmine Galante s-a născut pe 21 februarie 1910 într-un bloc din cartierul East Harlem⁠(d) din Manhattan. Părinții săi, Vincenzo "James" Galante și Vincenza Russo, au emigrat din Castellammare del Golfo, Sicilia în New York în 1906, unde Vincenzo lucra ca pescar.
Carmine Galante avea doi frați, Samuel și Peter Galante, și două surori, Josephine și Angelina Galante. Pe 10 februarie 1945, Galante s-a căsătorit cu Helen Marulli, alături de care a avut trei copii: James Galante, Camille Galante și Angela Galante. În ultimii 20 de ani de viață, Galante a avut o relație cu Ann Acquavella; cuplul a avut doi copii. Acesta a fost unchiul donului familiei Bonanno, James Carmine Galante.
În 1931, Galante, care ispășea o pedeapsă, a fost diagnosticat de medicii închisorii cu psihopatie. Galante deținea Rosina Costume Company în Brooklyn, New York și era asociat cu Abco Vending Company din West New York, New Jersey⁠(d).

## Preluarea puterii
În ianuarie 1974, Galante a fost liberat condiționat din închisoare. După eliberare, se speculează că Galante ar fi ordonat distrugerea ușilor mausoleului privat al inamicului său Frank Costello din cimitirul Sf. Mihail. Pe 23 februarie 1974, în cadrul unei întâlniri organizate în hotelul Americana⁠(d) din Manhattan, Comisia l-a numit pe Philip „Rusty” Rastelli boss. Când Rastelli a fost ajuns la închisoare în 1976, Galante a preluat controlul asupra familiei Bonanno în calitate de șef interimar neoficial.
Spre sfârșitul anilor 1970, Galante ar fi plănuit eliminarea a cel puțin opt membri rivali ai familiei Gambino pentru a prelua o rețea masivă de trafic de droguri.
Pe 3 martie 1978, Galante a încălcat condițiile de liberare conform Comisiei de liberare condiționată a Statelor Unite și a fost trimis înapoi la închisoare. Galante a fost surprins în preajma mafioților familiei Bonanno. Cu toate acestea, la 27 februarie 1979, un judecător a decis că guvernul a revocat în mod ilegal suspendarea liberării condiționate și a dispus eliberarea imediată din închisoare.

## Moartea
Familiile din New York City erau îngrijorate de încercarea lui Galante de a prelua controlul pieței narcoticelor. Șeful familiei Genovese, Frank Tieri⁠(d), a luat legătura cu liderii Cosa Nostra și le-a cerut să aprobe eliminarea lui Galante. Până și fost lider Joseph Bonnano a fost de acord cu asasinarea sa.  În 1979, însuși șeful familiei Bonanno, Rastelli, a cerut Comisiei să aprobe eliminarea lui Galante. Joseph Massino, unul dintre soldații lui Rastelli, a transmis cererea Comisiei care a pus imediat un contract pe capul său.
Pe 12 iulie 1979, Galante a fost ucis înainte să-și termine prânzul în curtea restaurantului italian Joe and Mary pe 205 Knickerbocker Avenue din Bushwick⁠(d), Brooklyn. Galante lua masa alături de Leonard Coppola, un capo al familiei Bonanno, și Giuseppe Turano, un soldat. La masa sa stăteau și bodyguarzii săi, Baldassare Amato și Cesare Bonventre⁠(d). La 14:45, trei bărbați mascați au intrat în restaurant, apoi în curte și au început să tragă. Galante, Turano și Coppola au fost uciși pe loc. Amato și Bonventre, care nu au făcut nimic pentru a-l proteja pe Galante, au scăpat nevătămați. După ce l-au ucis pe acesta, asasinii au părăsit restaurantul.